# Maurizio Vandelli
Maurizio Vandelli, né le 9 août 1964 à Modène (Émilie-Romagne), est un coureur cycliste italien. 

## Biographie
Champion d'Italie sur route amateurs en 1984, Maurizio Vandelli passe professionnel en 1986, au sein de l'équipe Ariostea-Gres. En 1988, il termine dixième du Tour d'Italie.
Son grand frère Claudio fut également cycliste.

## Palmarès sur route

### Par année
- 1984
  -  Champion d'Italie sur route amateurs
  - Coppa Fiera di Mercatale
  - Giro dell'Alto Montefeltro
- 1985
  - Coppa Collecchio
  - Coppa Fiera di Mercatale
  - 10e étape du Tour du Táchira
  - 2e de la Coppa della Pace
- 1987
  - 3e du Tour de Vénétie
- 1988
  - 10e du Tour d'Italie
- 1990
  - Ruota d'Oro :
    - Classement général
    - 1re étape

  - 3e de la Coppa Agostoni
- 1995
  - 2e du Tour de Lombardie amateurs
- 1996
  - 1re étape du Tour des Abruzzes
  - Tour de la province de Cosenza :
    - Classement généra
    - Prologue et 3e étape

  - Giro Internazionale Dilettanti dell'Umbria :
    - Classement général
    - 4e étape

  - Bassano-Monte Grappa
  - Tour de la Vallée d'Aoste :
    - Classement général
    - 3e étape

  - 3e du Trofeo Sportivi di Briga
- 1997
  - Schio-Ossario del Pasubio
  - Gran Premio Val Leogra
  - 4e étape du Tour du Frioul-Vénétie julienne
  - Giro Ciclistico del Cigno
  - Trofeo Salvatore Morucci
  - 2e du Trofeo Banca Popolare di Vicenza
  - 3e du Tour des Abruzzes
- 1998
  - Trofeo Salvatore Morucci
  - 3e de Bassano-Monte Grappa
- 1999
  - Bassano-Monte Grappa
  - Vienne-Rabenstein-Gresten-Vienne
  - Tour d'Autriche :
    - Classement général
    - 7e étape

  - 3e du Tour de Lombardie amateurs
  - 3e du Trofeo Gianfranco Bianchin
- 2000
  - Vienne-Rabenstein-Gresten-Vienne
  - 7e étape du Tour du Venezuela
  - 3e du Tour d'Autriche
- 2001
  - Uniqa Classic :
    - Classement général
    - 4e étape

  - 3e du Giro del Medio Brenta
- 2002
  - Steiermark Tour :
    - Classement général
    - 1re étape
- 2003
  - 3e du Völkermarkter Radsporttage
- 2004
  - 3e du Tour d'Autriche
- 2005
  - 2eb étape du Steiermark Tour
  - 2e du Raiffeisen Grand Prix

### Résultats sur les grands tours

#### Tour d'Italie
6 participations
- 1986 : abandon (21e étape)
- 1987 : 50e
- 1988 : 10e
- 1989 : abandon (15ea étape)
- 1990 : 22e
- 1991 : non-partant (20e étape)

#### Tour d'Espagne
1 participation
- 1992 : abandon (6e étape)

### Classements mondiaux
| Année           | 2005 |
| --------------- | ---- |
| UCI Europe Tour | 462e |

## Palmarès en cyclo-cross
- 1981-1982
  - 6e du championnat du monde de cyclo-cross juniors
- 1986-1987
  - 3e du championnat d'Italie de cyclo-cross
- 1987-1988
  - 3e du championnat d'Italie de cyclo-cross
- 1988-1989
  - 2e du championnat d'Italie de cyclo-cross
- 1990-1991
  - 3e du championnat d'Italie de cyclo-cross